# Harlequin Magyarország
A Harlequin Magyarország Kft. magyarországi kiadóvállalat, melynek tevékenysége az angol nyelven írt romantikus történetek kiadása.

## Története
A Harlequin Magyarország Kft. 1989-ben alakult dr. Téglásy Imre vezetésével a német Cora Kiadó leányvállalataként. A Cora Kiadó fele részben a kanadai Harlequin Enterprises, fele részben a német Axel Springer AG tulajdonában van. A Harlequin Enterprises 1981. óta Kanada legnagyobb újságkiadójának, a Torstar Corporationnek része. A magyarországi Harlequin a kanadai révén szorosabb kapcsolatban áll a német Cora Kiadóval, az angol Mills & Boonnal, a kanadai és az észak-amerikai Silhouette-tel. 
Első szerelmes füzete, Katherine Arthur Új élet kezdetén című műve 1989 júliusában jelent meg 160 000 példányban, ebből csupán 4% nem kelt el. Két éven belül a cég 7 millió szerelmesregényt adott el, a harmadik évben 11 milliót.

## Tevékenysége
A Harlequin kizárólag angol nyelven írt szerelmes könyvek magyarosított változatainak kiadásával foglalkozik. Az eredeti, átlag 200 oldalas regényeket rövidítve, puha fedeles formában adja ki. Elsősőrban sorozatokat jelentet meg, emellett könyv formátumú regényeket és történelmi sorozatot ad ki.
Kiadványait újságárusoknál, hipermarketekben, könyvesboltokban árulja, illetve előfizetéssel terjeszti. 1989-2009 között 2968 történetet jelentetett meg összesen 140 millió példányszámban. Havonta mintegy 800 000 példányban jelenik meg. Honlapján folytatásos regényt jelentet meg.
Legkelendőbb szerzője Nora Roberts, akinek könyveit több mint 34 országban adták ki. Szintén nagy példányszámban fogytak Debbie Macomber Cédrusliget és Orgona utca, valamint Susan Wiggs Tóparti történetek című sorozatai.
2011-től főszerkesztője Vaskó Beatrix.

### Sorozatok
- Júlia
- Romana
- Szívhang
- Tiffany
- Bianca
- Széphistória